# Powichthys
Powichthys ist eine ausgestorbene Fischgattung aus der Klasse der Fleischflosser (Sarcopterygii), die im Unteren Devon (Lochkovium) vorkam. Fossilien der Gattung, die zwei Arten zugeordnet werden, sind auf der Prince-of-Wales-Insel in der kanadischen Arktis und auf Spitzbergen gefunden worden. Powichthys ist der einzige basale Sarcopterygier aus dem Lochkovium, der bisher außerhalb Chinas gefunden wurde. Der Name Powichthys wurde aus der Abkürzung POW für die Prince-of-Wales-Insel und dem griechischen Wort für Fisch („ichthys“) zusammengesetzt.

## Merkmale
Powichthys war ein kleiner Raubfisch und blieb kleiner als 30 cm. Die Gattung ist vor allem durch Schädelfossilien bekannt. Die Schädelknochen waren schwer und dick, der Körper mit dicken, rhombischen Schuppen bedeckt. Die Augen waren klein, als Ausgleich dazu war das Seitenliniensystem gut entwickelt. Reihen kleiner Knochen umgaben die wichtigsten paarigen Schädelknochen, ein Merkmal, das man auch bei Lungenfischen (Dipnoi) findet. Zwischen Prämaxillare und dem aus Os frontale und Ethmoid gebildeten Kopfschild blieben die Suturen stets sichtbar. Das Os frontale war lang, das Os parietale kurz. Das Neurocranium war nicht vollständig in zwei Abschnitte geteilt, wie es den Quastenflossern der Fall ist. Innerhalb der Kosmoidschuppen lagen Odontoden. Die Poren der Schuppen waren mit einer Enameloidschicht, einer Substanz ähnlich dem Zahnschmelz, ausgekleidet, ein Merkmal, das Powichthys mit den Porolepiformes teilt, das aber bei keiner weiteren Fleischflossergruppe auftaucht.

## Arten
- Powichthys spitsbergensis, Clément & Janvier 2004; Spitzbergen
- Powichthys thorsteinssoni, Jessen, 1975; Prince-of-Wales-Insel

## Systematik
Powichthys wird den Rhipidistia zugeordnet, der Fleischflossergruppe zu der auch die Lungenfische gehören, und aus der schließlich die Landwirbeltiere hervorgegangen sind. Innerhalb der Rhipidistia sind sie die Schwestergruppe der Porolepiformes.